# Трирское курфюршество
Курфюршество Трирское (нем. Kurfürstentum Trier), Куртрир (нем. Kurtrier) — духовное княжество в составе Священной Римской империи, существовавшее с X века по 1803 год. Оно занимало территорию, находящуюся в собственности Римско-католического архидиоцеза Трира (нем. Erzbistum Trier), и управлялось архиепископом, выступавшим в роли курфюрста (одного из выборщиков императора). Столицей княжества был Трир, с 1629 года главная резиденция курфюрста находилась в замке Филиппсбург в Эренбрайтштайне у Кобленца, а с 1786 года — во Дворце курфюрстов в самом Кобленце. В 1797—1801 годах территории курфюршества по левому берегу Рейна вошли в состав Франции, правобережные — в 1802 году в состав Герцогства Нассау. Светские владения архиепископства были секуляризованы в 1802—1803 годах во время Германской медиатизации.

## История
Ещё во времена Римской империи Трир был столицей колонии Аугуста Треверорум, и уже тогда там размещалась резиденция епископа. Во времена Карла Великого епископ Трирский поднялся в статусе до архиепископа, ему подчинились диоцезы Туля, Меца и Вердена.
Уже во времена Меровингов епископы Трира были практически независимыми территориальными магнатами. В 772 году Карл Великий даровал епископу Виомаду полный иммунитет от юрисдикции местного графа для подчинённых ему церквей и монастырей, а также деревень и замков принадлежащих Собору святого Петра в Трире. В 816 году Людовик I Благочестивый подтвердил архиепископу Хетти привилегии, дарованные его отцом.

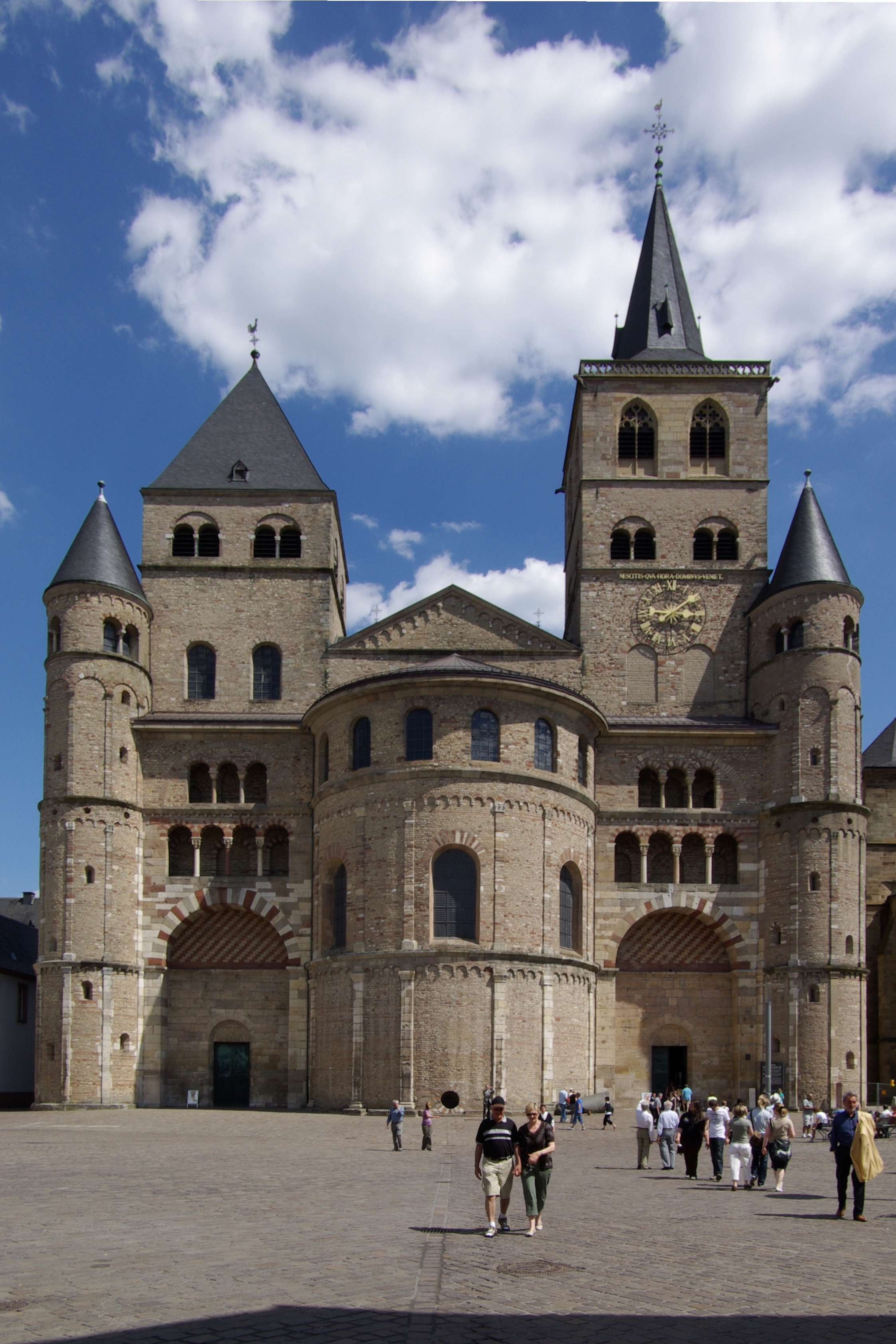
Трирский собор — старейший в Германии

После свершившегося в Вердене в 843 году раздела Каролингской империи Трир достался Лотарю, а после раздела владений Лотаря I в 870 году в Мерсене — вошёл в состав Восточно-Франкского королевства, которое впоследствии развилось в Германию.
Цвентибольд, незаконнорожденный сын Арнульфа Каринтийского, которого отец сделал королём Лотарингии, остро нуждался в союзниках против своевольной знати и поэтому в 898 году даровал архиепископу Ратбоду полный иммунитет от налогов на всей территории архиепископства. Этот дар закрепил положение архиепископов как светских землевладельцев. После гибели Цвентибольда в 900 году Людовик IV Дитя в свою очередь даровал архиепископу Трирскому право вводить собственные таможенные пошлины в Трире и окрестностях, и право чеканки собственной монеты. Наконец, Карл III Простоватый даровал архиепископству Трирскому право самому избирать своего главу без вмешательства имперских властей.
В XII веке подчинённые архиепископу Трирскому территории сильно расширились, когда ему даровали город Кобленц.
В XIII веке (технически — с 1242 года, постоянно — с 1263) за архиепископом Трирским закрепился титул эрцканцлера Арльского (то есть Бургундского; формально Священная Римская империя делилась на королевства Германское, Итальянское и Арльское). В связи с тем, что Бургундия постепенно вошла в состав Франции, этот титул являлся чисто номинальным.
Последний трирский курфюрст, Клеменс Венцеслав Саксонский, жил с 1786 года исключительно в Кобленце. С 1795 года территории курфюршества по левому берегу Рейна (то есть почти все земли) оказались под французской оккупацией, и в 1801 году были аннексированы; там был образован новый архидиоцез. В 1803 году остатки курфюршества были секуляризованы и вошли в состав  Нассау-Вейльбург.
|                           |  |                              |  |                                             |
| Дворец курфюрстов в Трире |  | Дворец курфюрстов в Кобленце |  | Базилика Константина — главный храм диоцеза |